# Stephen King’s A Good Marriage
Stephen King’s A Good Marriage ist ein US-amerikanischer Horrorfilm aus dem Jahr 2014, der auf der Kurzgeschichte Eine gute Ehe von Stephen King basiert.

## Handlung
Die beiden gealterten Ehepartner Darcy und Bob Anderson führen seit 25 Jahren eine glückliche Ehe, haben zwei erwachsene Kinder, von denen die verlobte Tochter kurz vor ihrer Hochzeit steht, und leben in einem vornehmen Haus, da Ehemann Bob Anderson als erfolgreicher Buchhalter arbeitet. Sein größtes Hobby ist das Sammeln seltener und wertvoller Münzen. Als sich Bob Anderson auf Geschäftsreise nach Vermont begibt, sitzt Ehefrau Darcy abends allein im heimischen Wohnzimmer vor dem Fernseher. In der Dunkelheit begibt sich Darcy in die Garage, um Batterien für die Fernbedienung des TV-Geräts zu holen. Dabei entdeckt sie durch Zufall unter einem Werktisch ihres Mannes, hinter einem Stapel Zeitschriften mit teilweise sadomasochistischen Inhalten, ein Loch in der Wand, in dem eine kleine rote Schachtel liegt, in der sich die Personalausweise mehrerer Frauen befinden. Darcy nimmt die ID-Karten mit ins Haus und recherchiert im Internet nach den Namen der Besitzerinnen. Es stellt sich heraus, dass diese Frauen auf grausame Weise ermordet wurden und die Polizei davon ausgeht, dass sie alle Opfer eines mysteriösen Serienkillers namens Beadie wurden, nach dem die Ermittler seit geraumer Zeit fieberhaft fahnden. Oftmals weisen die Leichen tiefe Bisswunden auf, was darauf hinweist, dass der Täter eine sadistische Vorliebe für das Beißen besitzt. Sobald Beadie wieder gemordet hat, schickt er hinterher den Personalausweis seines Opfers der Staatsanwaltschaft in Neuengland per Post zu, verbunden mit höhnischen Botschaften auf handgeschriebenen Zetteln. Zu ihrem Entsetzen muss Darcy atemlos unter Tränen feststellen, dass ihr Ehemann Bob der mutmaßliche Mörder Beadie ist. Auf einem Internet-Foto trägt eines der weiblichen Opfer goldene Ohrringe – kürzlich bekam Darcy genau diese Ohrringe von ihrem Mann Bob zum Geschenk gemacht.
In diesem Moment erhält sie einen Anruf von ihrem Ehemann, während des Telefongesprächs versucht Darcy, sich nicht anmerken zu lassen, dass sie hinter das morbide Doppelleben ihres Ehepartners gelangt ist. Anhand ihrer belegten aufgelösten Stimme schöpft Gatte Bob Anderson jedoch Verdacht, seine Ehefrau könnte womöglich hinter sein dunkles Geheimnis gekommen sein, und reist deshalb noch in derselben Nacht nach Hause, um seine Ehefrau im Schlafzimmer mit einem umfänglichen Geständnis in sein mörderisches Handeln einzuweihen: Demnach musste Bob Anderson als Jugendlicher in der Schule zusammen mit seinem besten Freund häufig unter dem arroganten Verhalten von attraktiven Mitschülerinnen leiden, die ihn und seinen Kumpel schlecht behandelten. Durch die erlittenen Kränkungen und seelischen Verletzungen entwickelte Bob Anderson eine gespaltene Persönlichkeit. In seinem Kopf lebt seitdem eine böse Stimme, die er auf den Namen „Beadie“ taufte und die ihm befiehlt, Rache am weiblichen Geschlecht durch heimtückische Morde zu nehmen. Irgendwann habe Bob dieser imperativen Stimme nachgegeben und deshalb über die Jahre bislang zwölf Frauen vergewaltigt, gefoltert und ermordet. Nach dem eindringlichen Gespräch kommen Bob und Darcy überein, sich in Bezug auf das Geschehene in Schweigen zu hüllen und es zu einem Tabu zu erklären, worüber zu sprechen verboten ist, um den schönen Schein der heilen Familie nach außen hin aufrechtzuerhalten. In diesem Zusammenhang nimmt Darcy ihrem Mann Bob das Versprechen ab, von nun an keine weiteren Morde zu begehen.
In den folgenden Wochen fühlt sich Darcy Anderson hin- und hergerissen zwischen ihrer Liebe zu ihrem Ehemann und dem Entsetzen über dessen mörderische Vergangenheit. Unter diesem psychischen Druck entwickelt Darcy sogar die Einbildung, der Nachrichtensprecher im Fernsehen, der erneut über mutmaßliche Taten des Serienmörders Beadie berichtet, spreche persönlich zu ihr, dass sie die Schuld tragen wird, falls ihr geistesgestörter Ehemann wieder als Killer zugeschlagen haben sollte. In wahnhaften Albträumen stellt sich Darcy vor, von Bob, dem Mann mit den zwei Gesichtern, erwürgt oder mit dem Kopf gegen einen Spiegel geschlagen zu werden. In einem anderen Traum entdeckt sie im dunklen Keller eine blonde Frau, nackt und gefesselt. Bald hält Darcy dem seelischen Druck nicht mehr stand, weshalb sie eines Abends, nachdem beide in einem Restaurant essen waren, ihren Ehemann zu Hause unvermittelt im ersten Stockwerk über das Geländer schubst, woraufhin Bob ins Erdgeschoss stürzt und bewusstlos liegen bleibt. Mit einem Handtuch und einer Plastiktüte erstickt Darcy anschließend den wieder zu Bewusstsein gekommenen Bob auf dem Fußboden. Während eines Telefongesprächs mit einem Notarztteam lässt Darcy den Sturz von Bob Anderson in ihren Schilderungen wie einen Unfall aussehen. Nach der Beerdigung von Bob tritt ein fremder alter Mann, der seit längerer Zeit der Familie Anderson nachgestellt hat, vor ihrer Haustür an Darcy heran. In einem vertraulichen Gespräch mit dem Fremden, der ein Detektiv der Staatsanwaltschaft im Ruhestand namens Holt Ramsay ist, stellt sich heraus, dass der Name „Beadie“ auf die beiden Initialen des Vor- und Nachnamens von Brian Delahanty zurückgeht, also B.D., was man im Englischen „Beadie“ ausspricht. Es war der Spitzname von Bob Andersons Schulkamerad, der mit ihm früher unter der Ignoranz der Mädchen in der Schule leiden musste und als Jugendlicher bei einem Verkehrsunfall ums Leben kam. Brian Delahanty wurde von einem Lastwagen überfahren. Zuvor ging der ehemalige Detektiv, der zum Schluss schwer krank im Krankenhaus liegt, wo ihn Darcy besucht, davon aus, die Abkürzung B.D. stehe für „Bob + Darcy“, weshalb er anfangs Darcy Anderson der Mittäterschaft an den bestialischen Morden ihres Ehemanns verdächtigte. Es bleibt das Geheimnis zwischen Darcy und dem alten Holt Ramsay.

## Soundtrack
Im Film ist stellenweise der Country-Song A Tombstone Every Mile zu hören, in der Interpretation der Sängerin Jaymay. Gegen Ende des Films zitiert der Detektiv Holt Ramsay im Gespräch mit Darcy Anderson eine Zeile aus dem Songtext („Ein Lied sagt, dass in jeder Kurve ein Grabstein steht“). Während der Hochzeitsfeier der Tochter erklingt der Song Dream a Little Dream of Me.

## Produktion
Am 19. Mai 2012 berichtete ScreenDaily, dass Will Battersby und Peter Askin eine Adaption von A Good Marriage produzierten. Askin wurde als Regisseur von Stephen Kings Drehbuch seiner eigenen Novelle angekündigt. Am 11. September 2012 wurde Joan Allen als Hauptdarstellerin des Films bekannt gegeben.

## Veröffentlichung
Der Film wurde am 3. Oktober 2014 in den USA veröffentlicht.
Als der Film angekündigt wurde, sorgte er für Kontroversen, als King sagte, er sei mit seiner Geschichte durch den Serienmörder Dennis Rader beeinflusst. Kerri Rawson, Raders Tochter, sagte, dass King die Opfer ihres Vaters ausbeutete, indem er sich von seinem Leben inspirieren ließ.

## Kritik
Der Filmdienst urteilte, der Film sei eine „[a]septische Adaption“, die „viel zu betulich“ eine Annäherung an die literarische Vorlage versuche. Die „holzschnittartige Charakterisierung“ behindere die Empathieentwicklung für die Charaktere.